# 阿尼什·吉里

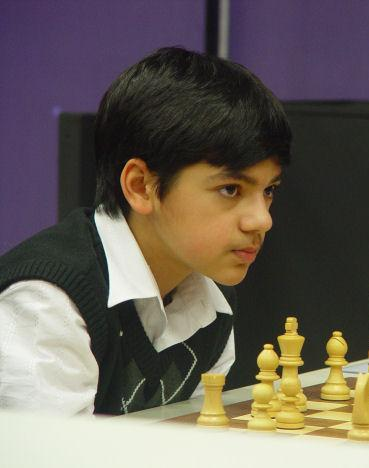
2008年阿尼什·吉里

阿尼什·库马尔·吉里（1994年6月28日—），俄羅斯及尼泊爾裔荷籍国际象棋棋手，国际象棋特级大师。
2009年，14岁的吉里便获得了国际象棋特级大师称号。他曾四度获得荷兰国际象棋全国冠军（2009年、2011年、2012年、2015年），并三次代表荷兰队参加了国际象棋奥林匹克（2010年、2012年、2014年）。
2015年，吉里与格鲁吉亚棋手索皮科·古拉米什维利成婚。